# Степанки (Погребищенский район)
Степанки (укр. Степанки) — село на Украине, находится в Погребищенском районе Винницкой области.
Код КОАТУУ — 0523487805. Население по переписи 2001 года составляет 341 человек. Почтовый индекс — 22242. Телефонный код — 4346.
Занимает площадь 0,182 км².

## Адрес местного совета
22240, Винницкая область, Погребищенский р-н, с. Черемошное, ул. Клубна, 23